# Порносайт
Порносайт — интернет-сайт, цель которого — платное или бесплатное распространение порнографии.
Порносайты обычно делятся по направлениям (нишам) для каждой сексуальной ориентации, по различным сексуальным интересам (фетишисты, BDSM и пр.).
Те, кто занимается изготовлением, поддержкой и рекламой порносайтов, называются AWM, (Эдалт), от англ. Adult Web Master.

## Форматы интернет-порнографии

### Фотографии
Порнографические изображения могут быть выполнены как профессиональными, так и любительскими камерами. Среди источников этих изображений могут быть сканы различных фотографий (в том числе и из журналов), фотографии с цифровых камер, а также кадры из видео. Наиболее распространённый формат — JPEG.

### Видеофайлы и потоковое видео
Порнографические видеоклипы могут распространяться в различных форматах. Наиболее распространёнными из них являются MPEG, WMV и QuickTime. Многие порносайты (в том числе и коммерческие) предлагают онлайн-просмотр потокового видео порнографического характера.
С середины 2006 года появились порнографические сайты, являющиеся веб-хостингами. Они позволяют пользователям загружать видеофайлы, используя такой же принцип, как и YouTube. Иногда такие сервисы именуются Порно 2.0. Обычно эти сайты используют технологию Adobe Flash.

### Веб-камеры
Ещё один канал распространения порнографических материалов появился с распространением в Интернете веб-камер. Контент, генерируемый веб-камерами, можно разделить на 2 категории: обычные и приватные сессии 1 на 1. В настоящий момент наиболее популярным форматом является Flash Video FLV.
На основе этого способа распространения порнографических материалов возникла уникальная международная экономика: порномодели из различных стран показывают эротическое шоу и общаются с клиентами из богатых стран. Этим видом деятельности занимаются некоторые компании. Они могут поддерживать «офис» со специальными местами для моделей или обеспечивают интерфейс для моделей для того, чтобы они могли работать на дому, с их собственным компьютером и веб-камерой.

### Другие форматы
Другие форматы включают текстовые и аудиофайлы. В то время как текстовые файлы, распространяемые через различные сайты, получили большую популярность, аудио-порно в форматах MP3 и FLV имело лишь ограниченное распространение.
Комбинация форматов, такая как совмещение текстовых файлов и фотографий, также получила определённое распространение.

## Использование порносайтов для мошенничества
В связи с массовым интересом к порнографии порносайты часто используются как приманка для мошенничества. Одна из схем выглядит следующим образом: посетителю предлагается после просмотра некоторого количества бесплатного контента оплатить «полный доступ» с обещанием большого объёма информации. При этом требуется ввести данные кредитной карточки. По статистике на это предложение реагирует 1—2 человека из тысячи, после чего мошенники используют данные для похищения средств с карточки. Во времена массового коммутируемого доступа порносайты использовались для мошенничества с телефонной связью, когда компьютер после захода на сайт переключался на международную телефонную связь с последующим выставлением крупных счетов на оплату.
Кроме того, ряд вредоносных программ показывает уведомление о «Возбуждении уголовного дела» по статье 242 УК РФ — «Незаконные изготовление и оборот порнографических материалов и предметов» и наложении административного штрафа в размере нескольких тысяч рублей со ссылкой на номер телефона, обоснованное просмотром порносайтов.

## Статистика
Согласно исследованиям OnlineMBA, на 2010 год 12 % всех сайтов в Интернете были порнографическими, что составляло более 25 миллионов веб-сайтов. Поиск в Google по слову «porn» выдавал 215 млн результатов (недоступная ссылка).

## Эдалт
Эдалт (англ. adult — взрослый), или эдалт-бизнес (также говорят «адалт», иногда «адулт» или «адульт») — профессиональный термин, обозначающий деятельность по созданию и реализации определённых видов продукции или услуг, предназначенных «для взрослых», а также сообщество людей, работающих в этой области (говорят: «я работаю в эдалте»).
Практически весь эдалт так или иначе связан с интернетом. Сам термин заимствован из английского языка в начале 1990-х годов, с развитием всемирной сети, и употребляется в основном вебмастерами, дизайнерами, фотографами, СЕОшниками, контентными студиями и т. п. специалистами.
Изготовлением и поддержкой порнографических сайтов занимаются эдалт-вебмастера (англ. adult webmasters, AWM).
К сфере интересов эдалта относятся: прежде всего порнографическая и эротическая продукция (фото, видео, рисунки, тексты, печатная продукция, комиксы и др.), а также порнографические и эротические Интернет-ресурсы, телеканалы, эротические видео- и голосовые чаты, сетевые игры и некоторое другое. При этом интим-услуги или производство и продажа секс-товаров в понятие «эдалт» не входят.
В силу неоднозначного (в том числе резко отрицательного) отношения общества и законодательства к подобной деятельности люди, работающие в эдалте, зачастую предпочитают не афишировать свои занятия.